# Гамбит Кохрена (королевский гамбит)
Гамби́т Ко́хрена (в русской литературе также встречается написание Гамбит Кохрана) — шахматный дебют, разновидность принятого королевского гамбита. Начинается ходами: 
 1. e2-e4 e7-e5 
 2. f2-f4 e5:f4 
 3. Кg1-f3 g7-g5 
 4. Сf1-c4 g5-g4 
 5. Кf3-e5 Фd8-h4+ 
 6. Крe1-f1 f4-f3.
Дебют назван по имени шотландского шахматиста XIX века Джона Кохрена.
Указанный план игры рассматривается шахматной теорией как перспективное продолжение для чёрных, в то же время наиболее сильным в данной позиции считается ход 6. …Кb8-c6, ведущий к гамбиту Герцфельда.

## Варианты
- 7. g2:f3 Кg8-f6 8. Кe5:g4 Кf6:g4 9. f3:g4 Фh4-h3+ 10. Крf1-f2 Кb8-c6 — с атакой у чёрных.
- 7. Сc4:f7+ Крe8-e7
  - 8. Сf7:g8 Лh8:g8 9. g2:f3 d7-d6 10. Кe5:g4 Лg8:g4 11. f3:g4 Сc8:g4 — с преимуществом у чёрных.
  - 8. Сf7-b3! Сf8-g7 9. d2-d4 Кg8-f6 10. Кb1-c3 Кb8-c6 11. Фd1-d2! d7-d6 12. Фd2-g5 — белые получают возможности для контригры.

## Примерные партии
- Жуи — Лабурдонне, 1836[1]

1. e2-e4 e7-e5 2. f2-f4 e5:f4 3. Кg1-f3 g7-g5 4. Сf1-c4 g5-g4 5. Кf3-e5 Фd8-h4+ 6. Крe1-f1 f4-f3 7. Кe5:f7 Кb8-c6 8. d2-d4 Сf8-g7 9. c2-c3 Кg8-f6 10. Кf7:h8 d7-d5 11. e4:d5 Кf6-e4 12. Фd1-e1 g4-g3 13. Сc4-d3 f3:g2+ 14. Крf1:g2 Сc8-h3+ 15. Крg2-g1 Кc6:d4 16. Фe1:e4+ Фh4:e4 17. Сd3:e4 Кd4-e2х
- Морин — Билл Уолл, Юба-Сити, 1973[2]

1. e2-e4 e7-e5 2. f2-f4 e5:f4 3. Кg1-f3 g7-g5 4. Сf1-c4 g5-g4 5. Кf3-e5 Фd8-h4+ 6. Крe1-f1 f4-f3 7. g2-g3 Фh4-h3+ 8. Крf1-f2 Фh3-g2+ 9. Крf2-e3 Сf8-h6+ 10. Крe3-d3 Кb8-a6 11. Кe5:f7 Сh6-g7 12. Кf7:h8 Кa6-c5+ 13. Крd3-e3 Сg7-h6+ 14. Крe3-d4 Фg2-f2+ 15. Крd4-c3 Кc5:e4+ 16. Крc3-b3 Фf2-b6+ 17. Крb3-a3 Фb6-a5+ 18. Крa3-b3 Кe4-c5х